# Nelleke Penninx
Petronella Wilhelmina Cornelia "Nelleke" Penninx (ur. 14 września 1971), holenderska wioślarka. Srebrna medalistka olimpijska z Sydney.
Zawody w 2000 były jej drugimi igrzyskami olimpijskimi, debiutowała w 1996. W Sydney medal zdobyła w ósemce. Brała udział w kilku edycjach mistrzostw świata i zdobyła dwa brązowe medale tej imprezy. W 1995 w czwórce podwójnej, a w 1998 w czwórce bez sternika.